# کوکتاون (ویرجینیا)
کوکتاون (به انگلیسی: Cooktown) یک منطقهٔ مسکونی در ایالات متحده آمریکا است که در شهرستان فرفکس، ویرجینیا واقع شده‌است.